# Перший фестиваль біт-ансамблів Мінська
Перший фестиваль біт-ансамблів Мінська (біл. Першы фестываль біт-ансамбляў Мінска) — білоруський рок-фестиваль, що проходив 12-14 квітня 1968 року в актовій залі Мінського радіотехнічного інституту. Офіційною метою фестивалю була популяризація сучасної естради, її кращих виконавців та естетичне виховання молоді. За словами музичного журналіста Віктора Сямашка, цей захід - перший рок-фестиваль СРСР. Музичний критик Сергій Будкін вважає 12 квітня 1968 року днем народження рок-н-ролу в Білорусі.